# Aberfeldy (Whiskybrennerei)
Aberfeldy ist eine Whiskybrennerei in Aberfeldy, Perth and Kinross, Schottland. Die Brennereigebäude sind in den schottischen Denkmallisten in die Kategorie B einsortiert.

## Geschichte
Die Brennerei am Ortsrand von Aberfeldy wurde 1896 durch die Brüder John und Tommy Dewar am Ufer des Tay, auf dem Gelände der ehemaligen Pitilie Destillerie die hier von Alexander McLean zwischen 1825 und 1867 betrieben wurde, gegründet. Die Produktion von Whisky begann 1898. Zwischen 1917 und 1919 wurde nicht produziert. 1925 ging die Destillerie an Distillers Company Limited (DCL) und damit 1930 an Scottish Malt Distillers (SMD). 1972 wurde die eigene Mälzerei geschlossen und die Anzahl der Brennblasen auf vier verdoppelt. Seit 1998 gehört die Brennerei zu Bacardi.

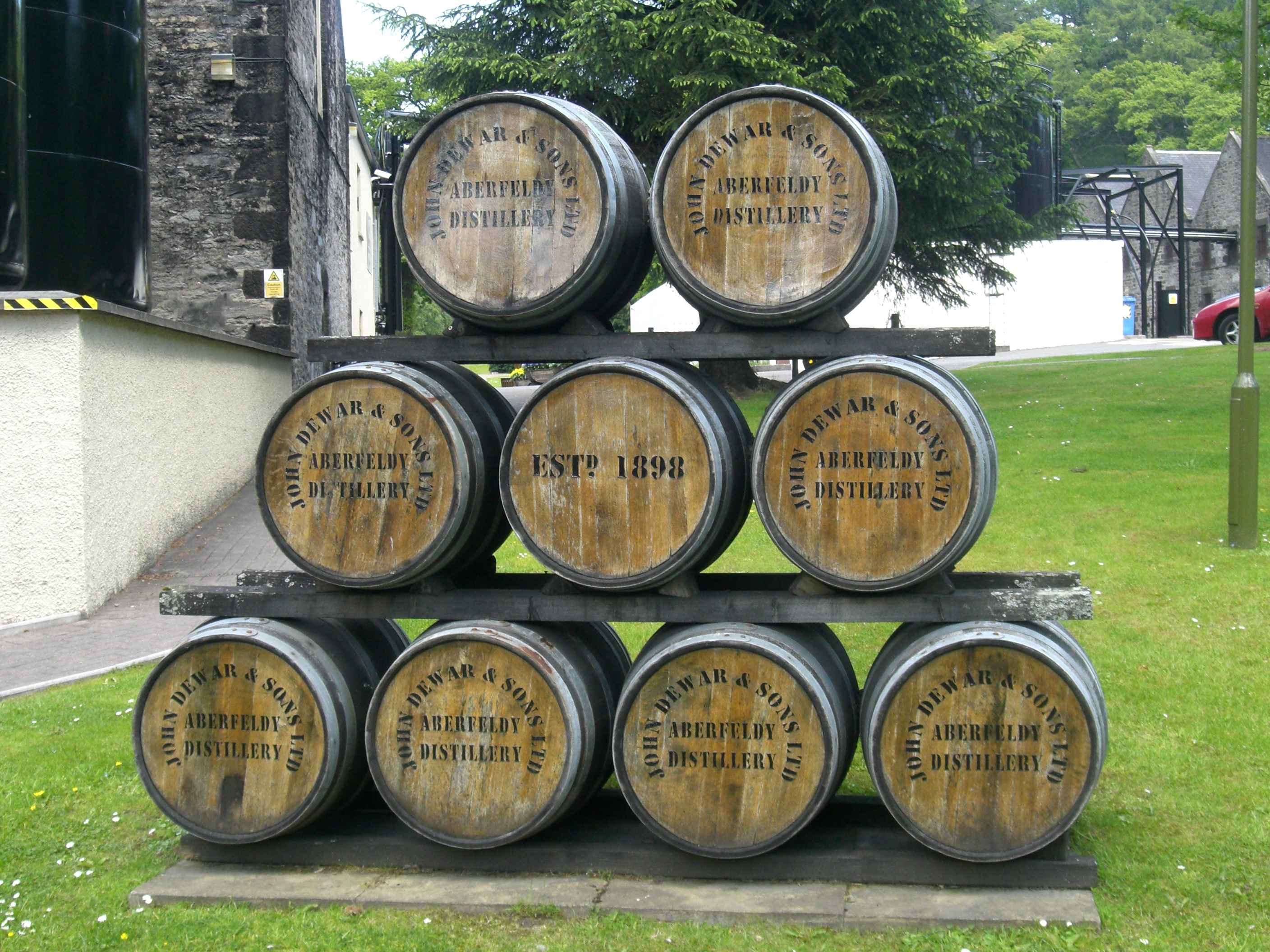
Aberfeldy Fässer

## Produktion
Das Wasser der zur Region Highlands gehörenden Brennerei stammt aus dem Pitilie Burn. Sie verfügt über einen Maischbottich (mash tun) (6,8 t) aus Edelstahl und acht Gärbottiche (wash backs) (je 34.000 l) aus Sibirischer Lärche. Die Fermentationszeit beträgt 65 bis 85 Stunden. Destilliert wird in zwei wash stills (je 17.000 l) und zwei spirit stills (je 15.000 l) die durch Dampf erhitzt werden.

## Produkte
| Name                | Typ            | Alter     | Vol.-% | seit | bis | Finish  | Bemerkung                                          |
| ------------------- | -------------- | --------- | ------ | ---- | --- | ------- | -------------------------------------------------- |
| Aberfeldy           | Single Malt    | 12 Jahre  | 40 %   | 1999 |     | keines  |                                                    |
| Aberfeldy           | Single Malt    | 18 Jahre  | 40 %   | 2014 |     | keines  | 1l Travel Retail                                   |
| Aberfeldy           | Single Malt    | 21 Jahre  | 40 %   | 2005 |     | keines  |                                                    |
| Aberfeldy 1991      | Single Cask    | 19 Jahre  | 56,7 % | 2010 | -   | keines  |                                                    |
| Dewar’s Signature   | Blended Whisky | o. Angabe | 40 %   |      |     |         |                                                    |
| Dewar’s White Label | Blended Whisky | o. Angabe | 40 %   | 1899 |     |         |                                                    |
| Dewar’s             | Blended Whisky | 12 Jahre  | 40 %   |      |     | Bourbon | Der Blend wird noch einmal in Fässern nachgelagert |
| Dewar’s             | Blended Whisky | 18 Jahre  | 40 %   |      |     | Bourbon | Der Blend wird noch einmal in Fässern nachgelagert |

Aberfeldy Aged 12 Years

Darüber hinaus existieren Single Cask-Abfüllungen von unabhängigen Abfüllern.